# 広島ゆたか農業協同組合
広島ゆたか農業協同組合（ひろしまゆたかのうぎょうきょうどうくみあい、通称JA広島ゆたか）は、広島県呉市に本店を置く農業協同組合である。

## 概要
- 代表理事組合長：金子 仁
- 本店所在地：広島県呉市豊町5915-8
- 組合員数：正組合員2,007人、准組合員2,878人
- 職員数：109人

## 事業区域
- 呉市（豊町、豊浜町）、豊田郡大崎上島町

## 沿革
- 1989年4月：豊町、大崎下島、豊島の3組合の合併により、JA広島ゆたかを設立。
- 2001年4月：大崎上島、木江町が合流。
- 2026年4月1日：広島市を主な拠点とする広島市農業協同組合を存続組合として合併予定。広島ゆたか農協の事業や拠点、職員は広島市農協へと編入される。また、両組合はひろしま農業協同組合の営業区域を挟んで離れており、異例の合併となる。

## 主な特産品
- みかん、レモン、八朔、ブルーベリー、柿、トマト、キュウリ